# Eloeophila submarmorata
Eloeophila submarmorata là một loài ruồi trong họ Limoniidae. Chúng phân bố ở miền Cổ bắc.